# ガイウス・クラウディウス・グラベル
ガイウス・クラウディウス・グラベル（ラテン語：Gaius Claudius Glaber）は共和政ローマ後期の政務官経験者。登録トリブスはアルネンシス区。紀元前73年に法務官を務めており、第三次奴隷戦争（スパルタクスの乱）での緒戦であるウェスウィウス山の戦いでスパルタクスに敗れたことで知られている。ティトゥス・リウィウス『ローマ建国史』の梗概ではコグノーメンをプルケルとし、レガトゥス（副官）を務めたとしている。

## 生涯
紀元前73年、イタリア半島南部カプアの剣闘士養成所からトラキア人のスパルタクスをはじめとする約70人の奴隷が脱走し、近傍のウェスウィウス山に立て籠もった。これが第三次奴隷戦争（スパルタクスの乱）の発端となる。
グラベルの名は第三次奴隷戦争に関する記録にスパルタクスの蜂起を鎮圧すべく共和政ローマが派遣した将軍の一人として現れている。8人いる法務官の一人であり、2名の執政官に次ぐ地位にある高官であった。彼については僅かなことしか分かっていない。平民出身であり、著名なクラウディウス氏族の遠縁にあたる。彼は執政官に昇進しておらず、子孫も存在しない。歴史家バリー・シュトラウスは「彼の無名さはローマが（紀元前73年時点では）スパルタクスを軽視していた証拠のひとつである」と述べている 。
グラベルは3,000人の兵士を集めたが、これは正規の軍団ではなく、民兵であり、大急ぎかつ手当たり次第にかき集められ、ローマ人たちは未だにこれを戦争とは考えておらず、山賊の類による襲撃であると見なしていた。グラベルの軍はウェスウィウス山に至る唯一の道を閉鎖して山に立て籠もる奴隷たちを包囲した。奴隷たちを封じ込めることに成功したと考えたグラベルは飢餓に苦しめられた彼らが降伏するのを待った。
奴隷たちは軍事訓練を欠いていたが、訓練を受けたローマの軍隊に対したスパルタクスの軍勢は現地で手に入る資材を活用する創意工夫と奇策を用いる巧妙さを示した。グラベル軍の包囲に対して、スパルタクスの兵たちはウェスウィウス山麓に生育する蔦や木々を用いてロープや梯子を製作すると、これらの道具を用いて崖を懸垂下降してグラベル軍の背後に侵入した。彼らはウェスウィウス山のふもとを迂回するとグラベル軍の側背を突いてこれを殲滅した。この戦いの後のグラベルの記録は存在しない。

## 史料
グラベルについて言及している古代の史料には以下のものがある。
- サッルスティウス, 『歴史』 3.90-93 Maurenbrecher.
- リウィウス, Periochae 95
- アッピアノス, Epitome 2.8.4

## 作品
スパルタクスの生涯を題材とした映像作品にはグラベルまたは彼を元にした人物が登場する。スタンリー・キューブリック監督の映画『スパルタカス』（1960年）ではグラブラス（Glabrus）の名で登場し、ジョン・ドールが演じた。この作品のリメイクであるテレビドラマ『スパルタカス』（2004年）では役名がタイタス・グラブラス（Titus Glabrus）となり、ベン・クロスが演じている。
テレビドラマ『スパルタカス』（2010年）では史実の名で登場し、グレイグ・パーカーが演じており、グラベルはスパルタカスがローマの剣闘士奴隷となる原因となった。同作の続編『スパルタカスII』（2011年）はグラベルが主要な敵役となっている。